# Río Surutú
Río Surutú är ett vattendrag i Bolivia.   Det ligger i departementet Santa Cruz, i den centrala delen av landet, 240 km nordost om huvudstaden Sucre.
Omgivningarna runt Río Surutú är huvudsakligen savann. Runt Río Surutú är det mycket glesbefolkat, med 6 invånare per kvadratkilometer.